# Andreas Carlsson (musiker)

För liknande namn, se Andreas Karlsson.  
Andreas Mikael Carlsson, född 3 april 1973 i Danderyd, Stockholms län, är en svensk musikproducent, låtskrivare och föreläsare.

## Karriär
Andreas Carlsson är född i Danderyd där han gick sina första tre år i skolan men uppvuxen i Tingsryd, Småland och det var där hans intresse för musiken började. Han har en son, född 2001, från ett tidigare förhållande med Hannah Graaf.
Hans karriär som låtskrivare tog fart 1996 när Denniz Pop upptäckte hans talang för låtskriveri och värvade honom till  sitt team på studion Cheiron. Efter att Denniz Pop gick bort i cancer 1998, bytte Andreas Carlsson, Kristian Lundin och Jake Schultze på nyårsafton 2000 namn på Cheiron till "The Location".
Skivor med Carlssons låtar har sålt mer än 150 miljoner exemplar världen över. Han har skrivit låtar tillsammans med bland annat Max Martin, Jörgen Elofsson och Desmond Child, för artister som Backstreet Boys, Britney Spears, 'NSYNC, Westlife, Katy Perry, Celine Dion och Bon Jovi. Carlsson har nominerats till en Grammy Award fem gånger och nominerats till två Emmy Awards.
Andreas Carlsson har även haft en egen artistkarriär. Han släppte singeln "Those Were The Best Days" (1994) som är producerad av Anders Bagge och skriven av Carlsson själv. Låten utmanade på Tracks i augusti 1994 men misslyckades att ta sig in på listan. 1996 släppte Carlsson sitt debutalbum hos BMG, The Real Thing. Men albumet sålde under förväntan och succén uteblev. På skivan gick Andreas Carlsson under det lite mer internationella artistnamnet Andres.
2006 började Carlsson jobba med "Dandy", vilket är en musikal som Carlsson själv sjunger i. Han skrev även flera låtar till musikalen. Den 30 september 2009 släppte Carlsson sin första bok, självbiografin Live to win - Låtarna som skrev mitt liv. År 2011 ställde även Carlsson upp som profilperson i Sveriges största studieguide, Studieguiden Universitet & Högskolor. I artikeln berättade Carlsson om sin karriär, sin nya musikal Dandy samt inspiration till att våga ta klivet. 2013 kom boken Från idé till succé : en inspirationsbok för dig med stora drömmar som han följde upp med föreläsningar runt om i Sverige.
Under 2015 och 2016 arbetade han i teamet på Cirque du Soleil's kommande Broadwaymusical Paramour som hade premiär 2016 på Broadways största teater the Lyric.
Han har också arbetat med sitt drömprojekt att göra romanen Dandy till musikal i nöjesmeckat Las Vegas. Utgivningen medförde rättstvister med samarbetspartnern Jazan Wild något som ledde till förlikning 2013.

### Idol
Carlsson utgjorde tillsammans med Laila Bagge och Anders Bagge juryn i Idol. I Idol 2008 skrev han vinnarlåten "With Every Bit Of Me" tillsammans Jörgen Elofsson, som framfördes av vinnaren Kevin Borg. 2007 startade han två nya företag med Anders Bagge och Laila Bagge Wahlgren: Meriola Media Group AB och Meriola Songs AB. 2008 skrev han också vinnarlåten "Insomnia" för den finska Idol-tävlingen. Låten var skriven tillsammans med Patric Sarin, och vinnaren Koop Arponen sjöng den. Den 14 mars 2011 meddelade Andreas Carlsson att han lämnar Idol.

### Made in Sweden
Under början av 2009 arbetade Carlsson med programmet Made in Sweden, där han tillsammans med Laila Bagge och Anders Bagge gjorde ett debutalbum med artisterna Janet Leon och Kim Fransson. I januari 2010 startade säsong 2 av Made In Sweden, där tittarna fick se hur Carlsson, Bagge och Bagge återförenade gruppen Play.

### X Factor
År 2012 satt Andreas Carlsson tillsammans med Marie Serneholt, Ison och Orup i juryn i programmet X Factor i TV4.

## Låtar i urval
Ett urval av låtar som Andreas Carlsson skrivit. De flesta är skrivna tillsammans med andra låtskrivare:
- Ana Johnson - We Are
- Backstreet Boys - I Want It That Way
- Backstreet Boys - Drowning
- Backstreet Boys - Everyone
- Backstreet Boys - It's true
- Bon Jovi - Everyday
- Britney Spears - Born To Make You Happy
- Britney Spears - I will be there
- Britney Spears - Deep in my heart
- Britney Spears - Where are you now
- Britney Spears - Can't make you love me
- Carrie Underwood - Inside Your Heaven
- Celine Dion - I'm Alive
- Celine Dion - That's the Way It Is
- Celine Dion - Coulda Woulda Shoulda
- Clay Aiken - Invisible
- Europe - New Love In Town
- Europe - Last Look At Eden
- Janet Leon - Heartache On the Dancefloor
- Janet Leon - Let Go
- Jessica Folcker - How Will I Know (Who You Are)
- Jedward - P.O.V.
- Katy Perry - Waking Up In Vegas
- Kevin Borg - With Every Bit of Me
- Kim Fransson - Three Floors Down
- Laura Pausini - "Everyday is a Monday"
- 'N Sync - It's Gonna Be Me
- 'N Sync - Bye, Bye, Bye
- Paul Stanley - Live To Win
- Westlife - When You're Looking Like That
- Westlife - No No
- Westlife - I Need You
- Westlife - Open Your Heart
- Westlife - Somebody needs you
- Westlife - Obvious
- Westlife - Soledad
- Tokio Hotel - Feat Kerli - Strange